# Zlatni pehar kralja Aleksandra
Zlatni pehar kralja Aleksandra bio je prijelazni nogometni trofej namijenjen pobjedniku Kupa kralja Aleksandra. Osvajanjem trećeg uzastopnog naslova pobjednika Kupa 1926. godine, Zagrebačka nogometna reprezentacija dobila ga je u trajno vlasništvo. Izgubljen je 1945. godine i od tada mu se gubi svaki trag. Pehar je bio izrađen od zlata, platine i srebra. Bio je šestostraničnog oblika, visine 72 centimetara s kraljevom krunom na vrhu. Vrijednost mu je bila procijenjena na tadašnjih 320.000 dinara.